# オマル・ディアロ
オマル・ディアロ（Omar Diallo、1972年9月28日 - ）は、セネガルの元サッカー選手。元セネガル代表。ポジションはゴールキーパー。

## 来歴
1997年にセネガル代表デビュー。アフリカネイションズカップ2000、アフリカネイションズカップ2002にも出場、2002 FIFAワールドカップのメンバーにも選ばれた。セネガル代表として32試合に出場した。

## 代表歴

### 出場大会
- セネガル代表
  - 2002 FIFAワールドカップ

### 試合数
- 国際Aマッチ 32試合 0得点（1997年-2002年）[1]

| セネガル代表 | 国際Aマッチ | 国際Aマッチ |
| 年           | 出場        | 得点        |
| ------------ | ----------- | ----------- |
| 1997         | 6           | 0           |
| 1998         | 2           | 0           |
| 1999         | 8           | 0           |
| 2000         | 9           | 0           |
| 2001         | 5           | 0           |
| 2002         | 2           | 0           |
| 通算         | 32          | 0           |